# Vendedor de frutas
Vendedor de frutas – en français Vendeur de fruits – est un tableau réalisé par la peintre brésilienne Tarsila do Amaral en 1925. De format vertical, cette huile sur toile est le portrait d'un jeune vendeur de fruits tropicaux installé dans une petite barque sur un vaste plan d'eau. Vêtu d'un haut bleu et coiffé d'un chapeau de paille, il dispose d'un ananas, de bananes et d'une pile d'oranges sur laquelle s'est juché un perroquet vert. L'œuvre est conservée au musée d'Art moderne de Rio de Janeiro, à Rio de Janeiro.